# Anagyrus nigritus
Anagyrus nigritus är en stekelart som först beskrevs av Howard 1898.  Anagyrus nigritus ingår i släktet Anagyrus och familjen sköldlussteklar. Inga underarter finns listade i Catalogue of Life.